# Frank Lawton

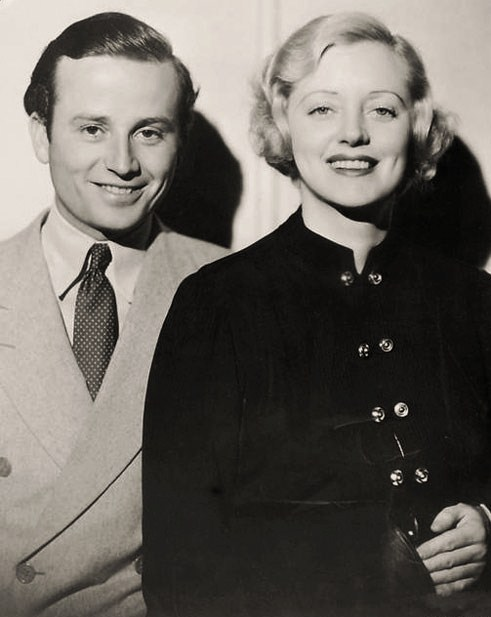
Frank Lawton mit Evelyn Laye (1933)

Frank Lawton Mokeley (* 30. September 1904 in London, England; † 10. Juni 1969 ebenda) war ein britischer Schauspieler.

## Leben und Wirken
Frank Lawton wurde als Sohn von Theaterschauspielern in London geboren. Er begann seine Bühnenlaufbahn 1923 beim Vaudeville in dem Theaterstück Yes. Zu seinen frühen Erfolgsrollen zählen der George in Mrs. Cheneys Ende (1925), der Woodley in Young Woodley (1928), der David in Michael and Mary (1930) und der Hec Hammond in London Wall (1931). 1930 wurde der Londoner für die frühe Tonfilmadaption des erfolgreichen Bühnendramas Young Woodley geholt, und auch in seinem Filmdebüt spielte er den Schüler Woodley, der sich in die Ehefrau seines Lehrers verliebt. Lawton blieb weiterhin vor der Kamera präsent, spielte tragende Rollen in unterschiedlichen Genres. Er hatte Nebenrollen in Alfred Hitchcocks Verfilmung von John Galsworthys Familiendrama Bis aufs Messer (1931) sowie in dem mit dem Oscar ausgezeichneten Drama Kavalkade (1933) nach einem Bühnenstück von Noël Coward. In den Filmen Michael and Mary (1931) und After Office Hours (1932), letztere eine Adaption von John van Drutens Stück London Wall, wiederholte er seine Bühnenrollen.
Zum Jahresbeginn 1934 ging Lawton in die USA, um am Broadway in New York die Rolle des Charles Tritten in einer Aufführung von The Wind and the Rain zu übernehmen. Hier fiel Lawton dem Filmstudio Metro-Goldwyn-Mayer auf, das den jungen Briten für seine wohl bekannteste Filmrolle nach Hollywood holte – die des erwachsenen David Copperfield in der gleichnamigen Verfilmung (1935) unter Regie von George Cukor. Obwohl diese Dickens-Romanadaption ein großer Publikums- und Kritikererfolg wurde, brachte sie Lawton keinen Karriereschub, da er in dem prominent besetzten Ensemble nicht groß aufzufallen vermochte. Nach zwei weiteren amerikanischen Filmen, den Horrorstreifen Tödliche Strahlen und Die Teufelspuppe, kehrte Lawton 1936 nach England zurück und setzte seine Filmkarriere mit der Hauptrolle in der George-Eliot-Literaturverfilmung The Mill on the Floss fort. Lawtons Hauptbetätigungsfeld blieb die Bühne, wo man ihn unter anderem 1936 in Promise, 1937 in French Without Tears und 1938 in I am My Youth sehen konnte. 
Im Zweiten Weltkrieg diente er bei der britischen Armee und erreichte den Rang eines Majors. In der Nachkriegszeit musste sich Lawton bei Kinofilmen mit Nebenrollen begnügen; er verkörperte etwa J. Bruce Ismay in dem Katastrophenfilm Die letzte Nacht der Titanic von 1958 und spielte in zwei Filmen von John Ford. Insgesamt umfasst sein filmisches Schaffen rund zwei Dutzend Filme und einige Fernsehproduktionen bis zum Jahr 1963. Mitte der 1960er-Jahre zog sich Lawton ins Privatleben zurück und starb 1969 im Alter von 64 Jahren. Er war von 1934 bis zu seinem Tod mit seiner Schauspielkollegin Evelyn Laye (1900–1996) verheiratet.

## Filmografie (Auswahl)
- 1930: Young Woodley
- 1931: Michael and Mary

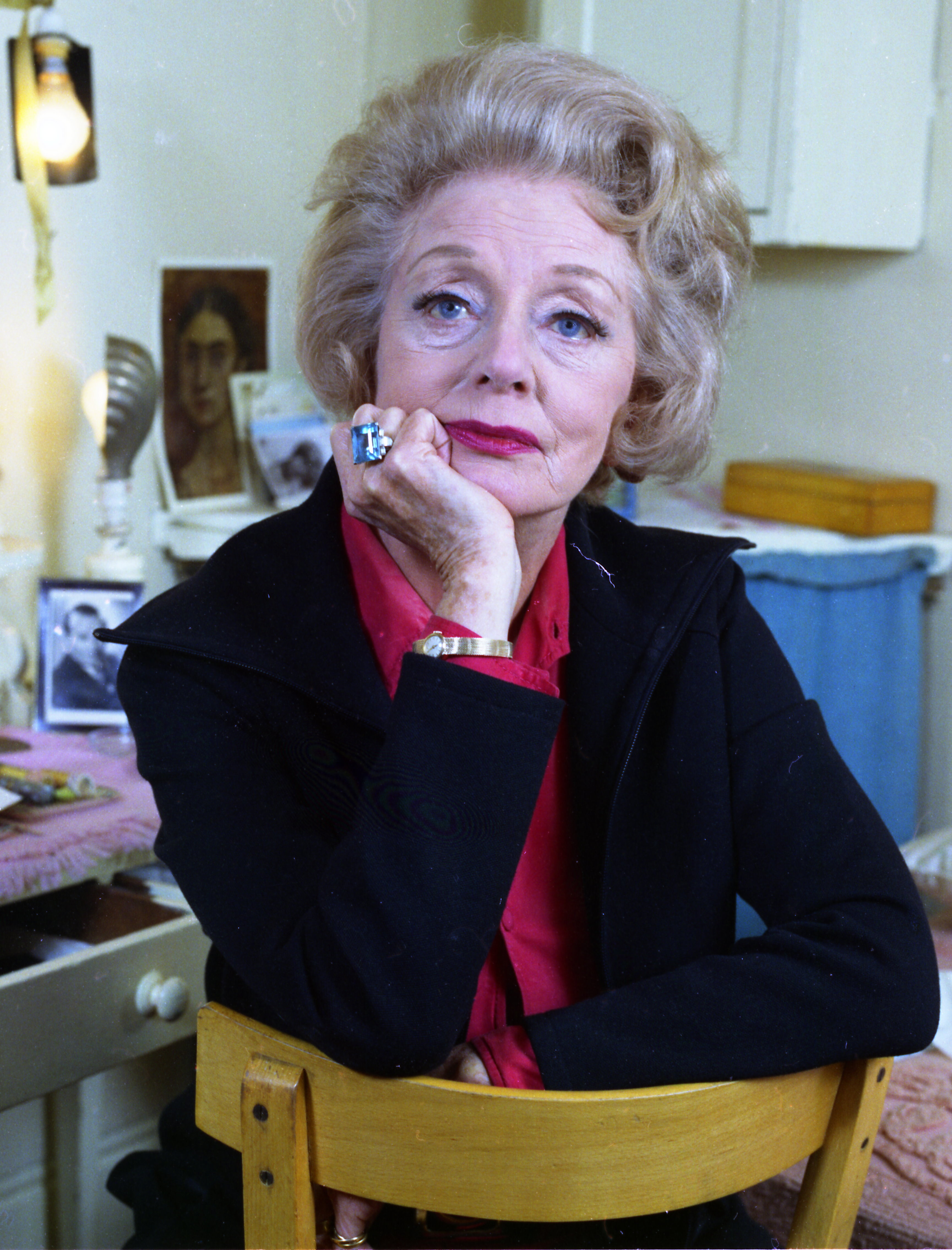
Seine Ehefrau Evelyn Laye in den 1970er-Jahren

- 1931: Bis aufs Messer (The Skin Game)
- 1932: After Office Hours
- 1933: Kavalkade (Calvacade)
- 1934: One More River
- 1935: David Copperfield
- 1936: Tödliche Strahlen (The Invisible Ray)
- 1936: Die Teufelspuppe (The Devil Doll)
- 1937: The Mill on the Floss
- 1942: Went the Day Well?
- 1948: Der Fall Winslow (The Winslow Boy)
- 1953: Schuss im Dunkeln (Rough Shoot)
- 1957: The Rising of the Moon
- 1958: Die letzte Nacht der Titanic (A Night to Remember)
- 1958: Chefinspektor Gideon (Gideon's Day)
- 1961: The Queen’s Guards